# Монтефорте-Ирпино
Монтефорте-Ирпино (итал. Monteforte Irpino) — коммуна в Италии, располагается в регионе Кампания, в провинции Авеллино.
Население составляет 8674 человека, плотность населения составляет 334 чел./км². Занимает площадь 26 км². Почтовый индекс — 83024. Телефонный код — 0825.
Покровителем населённого пункта считается святитель Мартин Турский. Праздник ежегодно празднуется 11 ноября.